# Nationella rörelsen för Azawads befrielse
Nationella rörelsen för Azawads befrielse, Mouvement National pour la Libération de l'Azawad (MNLA), är en rebellgrupp i Mali bildad i oktober 2011. Den kräver självständighet för tuaregdominerade områden i norra Mali, där man sedan början av 2012 påbörjat gerillakrig. Talesman för gruppen är Hama Ag Sid'Ahmed.
MNLA:s kärntrupper utgörs av tungt beväpnade rebeller som återvänt hem efter att varit legosoldater hos Muammar Khaddafi i Libyen. Själva hävdar man att MNLA består av motståndsmän från de tidigare upproren under 1990-talet (MFUA) och 2006 (MTNM), soldater som deltagit i befrielsen av Libyen, frivilliga från olika folkgrupper i norra Mali (tuareger, songhai, peul och morer) och desertörer från Malis armé.
MNLA:s snabba framgångar fick missnöjda generaler att genomföra en militärkupp i Mali den 22 mars 2012, varefter MNLA erövrade hela norra Mali. Det sista stora regeringsfästet Timbuktu intogs den 1 april. 
Den 27 maj enades MNLA och islamistiska Ansar al-Din  om att bilda "den islamiska staten Azawads övergångsråd". Denna enighet sprack dock rätt omgående och man började istället bekämpa varandra. En månad senare intog islamisterna MNLA:s högkvarter i Gao, och i mitten av juli hade man även drivit bort dem från deras sista större fäste Ansongo, tio mil längre norrut. MNLA-soldaterna drev därefter runt på landsbygden i små grupper och försökte undvika strid med de militärt överlägsna islamisterna.